# 伊比利亞羅曼語支
伊比利亞羅曼語支（Iberian Romance languages） 是指羅曼語族中發展於伊比利亞半島的語言，起源範圍包括西班牙、葡萄牙、直布羅陀、安道爾和法國南部。最具代表性的伊比利亞羅曼語支語言是西班牙語、葡萄牙語、加泰隆尼亞語和加利西亞語。
該語支傳播範圍最廣的語言是西班牙語、葡萄牙語、加泰羅尼亞語和加利西亞語。這些語言甚至有不同地區的方言或變種。根據互相理解性，該語支可以分爲七個小分支：加利西亞-葡萄牙語、西班牙語、阿斯圖里亞斯-萊昂語、廣阿拉貢語、廣加泰羅尼亞語、奧克語和廣加斯科涅語。
除了上述語言，由於殖民原因，亦產生了不少葡萄牙語歸融語及西班牙語歸融語，例如帕皮阿門托語。

## 起源及發展

歐洲西南部的語言發展地圖

與語族內的其他姊妹語言一樣，該語支的語言亦是來自通俗拉丁語。隨着羅馬帝國版圖廓張，通俗拉丁語亦隨之傳往各地。布匿戰爭後，羅馬帝國獲得了伊比利亞半島，該地就開始使用羅曼語族語言。
現代伊比利亞羅曼語支諸語的經歷了以下的形成歷史：
- 當地人口羅馬化；[7]
- 拉丁語傳入半島，並且隨着各地的地理分隔而形成不同的方言；[8]
- 公元8世紀至10世紀之間，古西班牙語、加利西亞-葡萄牙語、阿斯圖里亞斯-萊昂語、阿拉貢語（亦即西伊比利亞語支）及加泰羅尼亞語開始發展；但是早期加泰羅尼亞語及早期奧克語的分類仍未達成一致意見，有學者將其歸類於伊比利亞羅曼語支，然後組成東伊比利亞語，但亦有學者將其歸類於高盧-羅曼語支。[9][10][11]

## 葡萄牙語、西班牙語及加泰羅尼亞語的共同點

### 三語之間
- 區分 r 以及 rr ，如西班牙語單詞 caro 及 carro 中的第二個輔音不一樣，前者是齒齦閃音 [ɾ]，後者是齒齦顫音 [r]；
- 拉丁語中的 u 保留爲 [u] 而沒有演化爲 [y]。；

### 西班牙語與皆加泰羅尼亞語之間
- 區分 n 以及 nn ，如西班牙語單詞 ano 及 año 中輔音不一樣，前者是齒齦鼻音 [n]，後者是硬顎鼻音 [ɲ]；
- 區分 l 以及 ll ，如西班牙語單詞 vale 及 valle 中第二個輔音不一樣，前者是齒齦邊近音 [l]，後者是硬顎邊近音 [ʎ]；

### 西班牙語和葡萄牙語之間
- 原始拉丁語中的 cl、fl 以及 pl 顎音化，最後三者已經融合爲一（例如葡萄牙語中的 ch 以及西班牙語中的 ll）；
- 詞末元音 a/e 得到保留（但葡萄牙語中的發音已經產生變化，有時詞末 e 甚至會丟失）；

- 保留了早期拉丁語的簡單過去時，並且成爲主要的過去時態（對比法語的複合過去時；

### 葡萄牙語與加泰羅尼亞語之間
- L 軟顎化變爲 [ɫ]，該音在拉丁語中存在，一開始兩語僅保留了其在詞末的發音，後來演變爲在單詞的所有部分皆可以出現；
- 保留了拉丁語中的重讀 e/o，開元音及閉元音皆有，並沒有演變爲雙元音。

## 現況

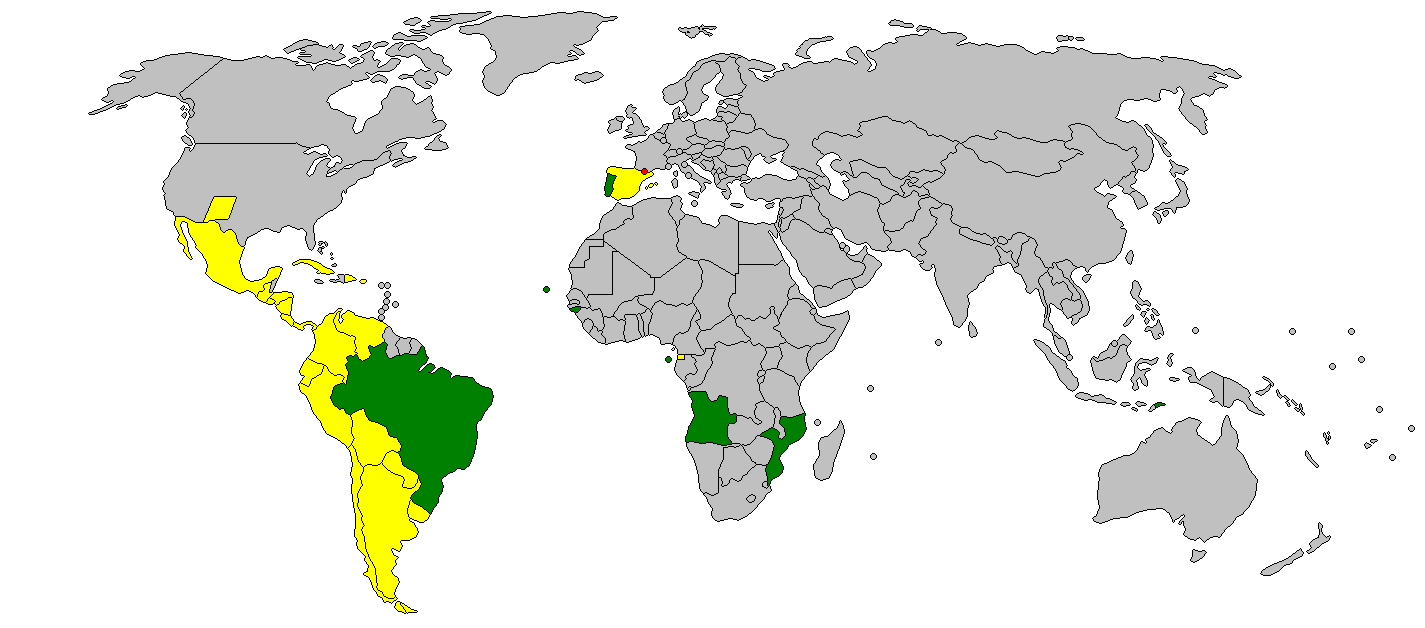
伊比利亞-羅曼語支在世界上的分佈

- 西班牙語是21個國家的官方語言[12]，同時亦是全世界第四大語言（參見按人口排列的語言列表）。全球共有5.7億人使用西班牙語，並且該語亦是母語者人數第二多的語言。[13]西班牙語擁有諸多方言與變體；
- 葡萄牙語是9個國家的官方語言。該語是羅曼語族第三大語言，全球有超過2.5億人使用，母語者人數位居世界第6[14]。葡萄牙語存在大量方言與變體；
- 加泰羅尼亞語是安道爾的官方語言，同時在西班牙語的加泰羅尼亞、巴倫西亞自治區及巴利阿里群島，意大利的阿爾蓋羅擁有官方語言地位。該語同時亦在法國的東比利牛斯省流通，但並無官方語言地位。加泰羅尼亞語與奧克語十分相似,[15][16][17]，亦有部分奧克語主義語言學家將兩與歸一。在某些分類中，兩語被認爲是不同語言，但至少會一起被歸入奧克-羅曼語支。加泰羅尼亞語有兩個方言分支（東支和西支），並且有1000萬使用人口。
- 加利西亞語在西班牙加利西亞享有官方語言地位，在鄰近的區域卡斯提爾-雷昂和阿斯圖里亞斯亦有人使用。該語與葡萄牙語相當接近，但受西班牙語影響較深。[18] 該語和葡萄牙語都來自同一祖先，亦即中世紀的加利西亞-葡萄牙語。該語有320萬人使用。

另外，阿斯圖里亞斯語雖無官方語言地位，但爲阿斯圖里亞斯政府承認。該語和米蘭德斯語共同形成阿斯圖里亞斯-萊昂語，後者是葡萄牙官方承認的少數族裔語言。

## 分類

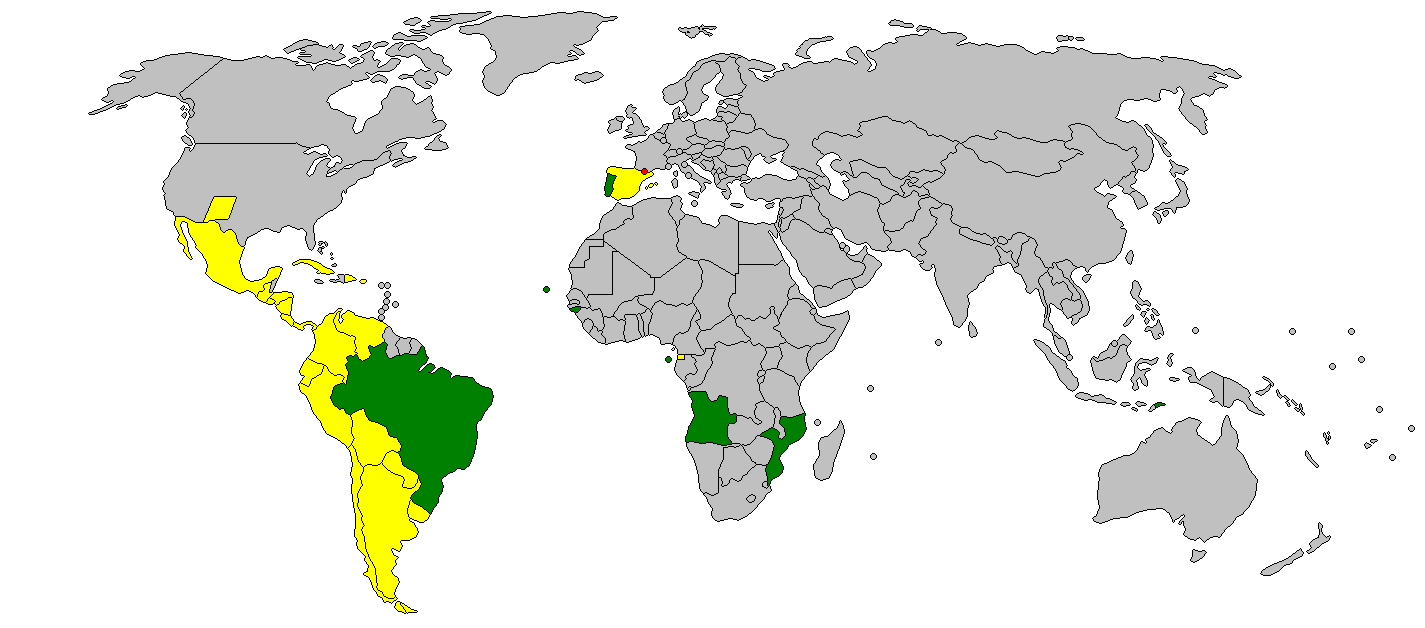
世界范围内的伊比利亚-罗曼语支语言

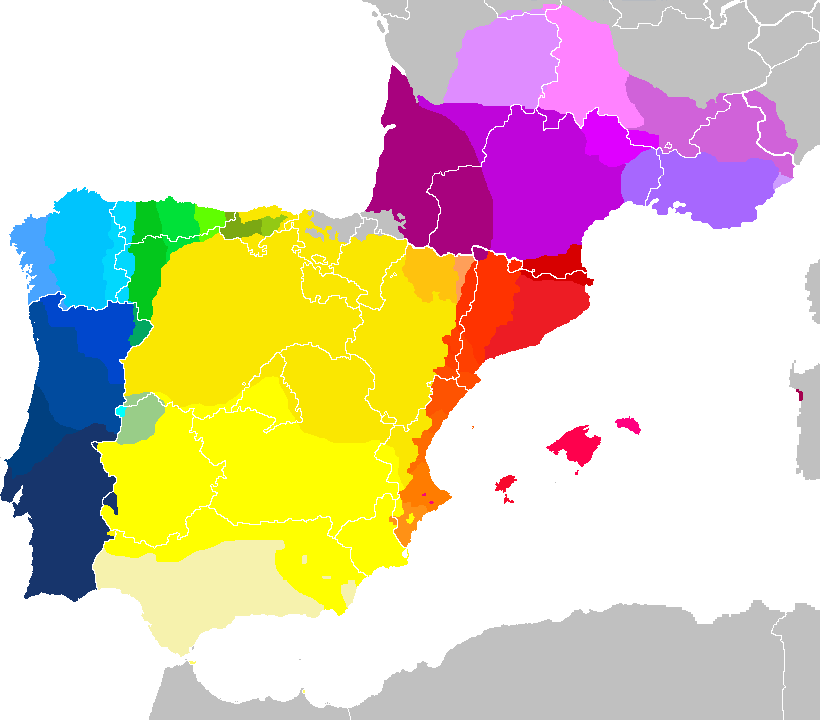
伊比利亚半岛和法國南部的伊比利亚-罗曼语支语言
葡萄牙語
加利西亞語
法拉語
阿斯圖里亞斯-萊昂語支
埃斯特雷馬杜拉語
西班牙语
阿拉贡语
加泰罗尼亚语
奥克语

|  | 奥克语 Occitan oci      |
|  |                         |
|  | 犹太-奥克语 Shuadit sdt |
|  |                         |

|  | 阿斯图里亚斯语 Asturian ast |
|  |                             |
|  | 米兰德斯语 Mirandese mwl    |
|  |                             |

|  | 埃斯特雷馬杜拉語 Extremaduran ext            |
|  |                                              |
|  | 犹太西班牙语 Ladino lad                      |
|  |                                              |
|  | 西班牙语 Spanish spa                         |
|  |                                              |
|  | 洛雷托-烏卡亞利西班牙語 Spanish, Charapa spq |
|  |                                              |

|  | 法拉語 Fala fax         |
|  |                         |
|  | 加利西亚语 Galician glg |
|  |                         |
|  | 明代语 Minderico drc    |
|  |                         |
|  | 葡萄牙语 Portuguese por |
|  |                         |

|  | 阿斯图里亚斯语 Asturian ast |
|  |                             |
|  | 米兰德斯语 Mirandese mwl    |
|  |                             |

|  | 埃斯特雷馬杜拉語 Extremaduran ext            |
|  |                                              |
|  | 犹太西班牙语 Ladino lad                      |
|  |                                              |
|  | 西班牙语 Spanish spa                         |
|  |                                              |
|  | 洛雷托-烏卡亞利西班牙語 Spanish, Charapa spq |
|  |                                              |

|  | 法拉語 Fala fax         |
|  |                         |
|  | 加利西亚语 Galician glg |
|  |                         |
|  | 明代语 Minderico drc    |
|  |                         |
|  | 葡萄牙语 Portuguese por |
|  |                         |

|  | 奥克语 Occitan oci      |
|  |                         |
|  | 犹太-奥克语 Shuadit sdt |
|  |                         |

|  | 阿斯图里亚斯语 Asturian ast |
|  |                             |
|  | 米兰德斯语 Mirandese mwl    |
|  |                             |

|  | 埃斯特雷馬杜拉語 Extremaduran ext            |
|  |                                              |
|  | 犹太西班牙语 Ladino lad                      |
|  |                                              |
|  | 西班牙语 Spanish spa                         |
|  |                                              |
|  | 洛雷托-烏卡亞利西班牙語 Spanish, Charapa spq |
|  |                                              |

|  | 法拉語 Fala fax         |
|  |                         |
|  | 加利西亚语 Galician glg |
|  |                         |
|  | 明代语 Minderico drc    |
|  |                         |
|  | 葡萄牙语 Portuguese por |
|  |                         |

|  | 阿斯图里亚斯语 Asturian ast |
|  |                             |
|  | 米兰德斯语 Mirandese mwl    |
|  |                             |

|  | 埃斯特雷馬杜拉語 Extremaduran ext            |
|  |                                              |
|  | 犹太西班牙语 Ladino lad                      |
|  |                                              |
|  | 西班牙语 Spanish spa                         |
|  |                                              |
|  | 洛雷托-烏卡亞利西班牙語 Spanish, Charapa spq |
|  |                                              |

|  | 法拉語 Fala fax         |
|  |                         |
|  | 加利西亚语 Galician glg |
|  |                         |
|  | 明代语 Minderico drc    |
|  |                         |
|  | 葡萄牙语 Portuguese por |
|  |                         |

†代表已灭绝的语言：
- 伊比利亚-罗曼语支
  - 奥克-罗曼语支 (或高盧-羅曼語支) 
    - 加泰罗尼亚语
    - 犹太-加泰罗尼亚语（英语：Judaeo-Catalan）†
    - 奥克语

  - 西伊比利亚语支
    - 阿斯圖里亞斯-萊昂語支
      - 阿斯图里亚斯语
      - 坎塔布連方言
      - 埃斯特雷馬杜拉語
      - 萊昂語
      - 米兰德斯语

    - 卡斯蒂利亚语支（英语：Castilian languages）
      - 西班牙语
      - 拉迪諾語

    - 加利西亞-葡萄牙語
      - 法拉語
      - 加利西亞語
      - 猶太-葡萄牙語†
      - 葡萄牙語

    - 西伊比利亞語支
      - 纳瓦拉-阿拉贡语（英语：Navarro-Aragonese）†
        - 阿拉贡语
        - 犹太-阿拉贡语（英语：Judaeo-Aragonese）†

      - 莫扎拉布语†